# ジョルジュ・ダンダン

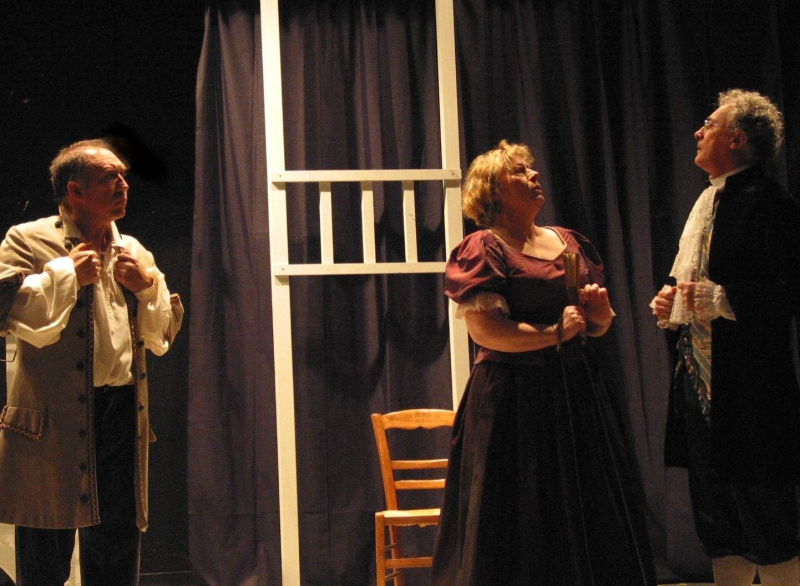
2006年の公演から

『ジョルジュ・ダンダン:あるいはやり込められた夫』（仏語原題：George Dandin ou le Mari confondu ）は、モリエールの戯曲。1668年発表。ヴェルサイユ宮殿にて同年7月18日初演。

## 登場人物
- ジョルジュ・ダンダン…金持ちの農民。アンジェリックの夫。
- アンジェリック…ジョルジュ・ダンダンの妻。ソタンヴィル夫妻の娘。
- ソタンヴィル夫妻…田舎の斜陽貴族。
- クリタンドル…アンジェリックに言い寄る若い貴族。
- クローディーヌ…アンジェリックの侍女。
- リュバン…クリタンドルの使いをする農民。
- コラン…ジョルジュ・ダンダンの召使。

## あらすじ
舞台は田舎、ジョルジュ・ダンダンの家の前から。

### 第1幕
ジョルジュ・ダンダンは成り上がりの農民だが、身分の違う結婚から来る様々な不愉快な出来事にすっかりうんざりし、結婚を嘆き後悔している。ある日、自分の家から出てきたリュバンから、妻のアンジェリックをクリタンドルが口説こうとしていることを知る。自分が妻から邪険に扱われていることを知り、彼は再び嘆き始めるが、復讐を決意する。そこにアンジェリックの両親であるソタンヴィル夫妻がやって来た。ジョルジュ・ダンダンは夫妻の傲慢な態度にうんざりするが、何とかアンジェリックの不貞を話し、手を打つようにと請願する。夫妻は一族の名誉を傷つけることをする者は娘でも許さないと、もしそれが事実であるなら、解決を約束したのであった。張本人であるクリタンドルとアンジェリックを呼び、真実を詳らかにするべく彼らを問いただすが、2人ともシラを切って否定してしまう。確たる証拠を掴んでいないジョルジュ・ダンダンは、逆に立場を悪くしてしまい、ソタンヴィルによって、クリタンドルに謝罪させられた挙句、忠誠まで誓わされてしまうのだった。ジョルジュ・ダンダンは何とか夫妻の目を覚まそうと、策略を考えつつ、第1幕終了。

### 第2幕
クロディーヌとリュバンの恋の駆け引きから第2幕開始。ジョルジュ・ダンダンはアンジェリックに怒りをぶちまけるが、アンジェリックは「あなたが好きで結婚したのではなく、両親の決定で結婚したまでである。つまりあなたは、私とではなく両親と結婚したのであって、私は若い年ごろに許されている甘い自由を享楽し、青春の素晴らしい日々を楽しみたい」などと言って、彼をさらに怒らせてしまう。彼が怒りで家を飛び出た隙に、クリタンドルとリュバンが現れた。アンジェリックに手紙を渡しに来ただけであったが、クローディーヌを丸め込んで、彼女と直接話ができるように計らってもらう。再びリュバンからそのことを知ったジョルジュ・ダンダンは、浮気の現場をソタンヴィル夫妻に見せるために、夫妻を呼びに行く。それに気づいたアンジェリックの機転によって2人の逢瀬の現場は、旦那以外の男の口説き文句に乗らず、逆に操を守ろうとして抗議をする、美しい現場へと正反対の性質を帯びたのであった。それを見ていた夫妻はアンジェリックを褒め、再びジョルジュ・ダンダンの立場が悪くなる。アンジェリックを懲らしめるために、神に力を貸すよう乞うたところで、第2幕終了。

### 第3幕
クリタンドルとリュバンが、ジョルジュ・ダンダンの家へ各々の相手を求めてやってくるところから第3幕開始。場面は夜。声はするものの、真っ暗闇で目の前の相手が誰だかわからない。クリタンドルとリュバンは最初、アンジェリックとクローディーヌを取り違えるが、クリタンドルがアンジェリックを見つけると、リュバンを除く3人は木下の芝生に腰を下ろして話を始める。そこへジョルジュ・ダンダンが登場。アンジェリックの足音を聞いて、悪だくみをしているのではないかと疑い、起きてきたのであった。相変わらずクローディーヌを探していたリュバンは、ジョルジュ・ダンダンをクローディーヌと勘違いして、今2人が逢瀬の真っ最中であることをしゃべってしまう。浮気を確認したジョルジュ・ダンダンは召使のコランにソタンヴィル夫妻を呼びにいかせる。門の戸口に身を寄せると、何やら声がすることに気づき、耳をそばだてるジョルジュ・ダンダン。その声は、クリタンドルとアンジェリックであった。彼は門に鍵をかけ、話を終えたアンジェリックを中に入れさせない。ついに証拠を手に入れたジョルジュ・ダンダンは、弁解をするアンジェリックの言葉に耳を貸そうとしない。そのため、アンジェリックは短剣で自分の胸を刺したふりをするが、それを本当だと勘違いしたジョルジュ・ダンダンが鍵を開けて外へ出た隙に、アンジェリックとクローディーヌが家に入り、鍵をかけたので逆に締め出されてしまった。そこへ呼ばれてやってきたソタンヴィル夫妻が到着するが、ジョルジュ・ダンダンは酒に酔っ払って、ウソによって妻を陥れようとしたということで、アンジェリックの前に跪いて謝罪させられるのであった。

## 成立過程
アーヘンの和約の成立を祝って、ヴェルサイユ宮殿にて祭典が催された際に、作曲家ジャン＝バティスト・リュリの協力を得て、完成した。
商売で金をもうけた庶民階級の者が、財力にものを言わせて貴族の階級を手に入れようとしたり、官職を漁ったり、斜陽貴族の娘と結婚したりしようとするのは当時の一般的な風潮であった。モリエールの父ジャン・ポクランも金の力で「王室付室内装飾業者」という肩書を手に入れている。
主人公が庶民階級の人間であるというのは、モリエールの作品においては珍しく、ジョルジュ・ダンダンのように素朴な男が貴族階級でないというだけで罵倒され、愚弄される劇は、現代から見れば不愉快極まりない筋書であるが、17世紀フランスでは身分違いの結婚がよほど滑稽なものに映ったのか、当時の観客はこの芝居を観て大いに笑ったようである。

## エピソード
この作品が公開された1668年はモンテスパン侯爵夫人がルイ14世の寵姫となったばかりのころであった。同年公開された「アンフィトリオン」にも彼女と国王との関係を仄めかす描写があり、宮廷人たちを喜ばせた。
本作は当時の風潮を巧みに風刺していたため、多くの宮廷人を笑わせたが、特にその中でもモンテスパン侯爵はひときわ劇に見入り、大笑いしていたという。彼は、妻フランソワーズ・アテナイスがすでにルイ14世の寵愛を受けていたことを知らず、「妻を寝取られた男を主人公に据えた劇」を観て大笑いしていたのであった。事情を知る人間たちは失笑したという。その後、友人によってそれを知らされた侯爵は激怒し、国王の怒りを買い、国王に強制的に離婚させられることとなった。

## 日本語訳
- 『ヂョルジュ・ダンデン（又はあきれた亭主）』井上勇訳、（古典劇大系 第七卷 佛蘭西篇(1) 所収）、近代社、1924年
- 『ジョルジュ・ダンダン－やりこめられた亭主－』恒川義夫訳、（モリエール全集 第一卷 所収）、中央公論社、1934年
- 『ジョルジュ・ダンダン または やりこめられた亭主－』小場瀨卓三訳、（モリエール笑劇集 所収）、白水社、1959年
- 『ジョルジュ・ダンダン またの名 やりこめられた亭主』鈴木力衛訳、（世界古典文学全集 47 モリエール篇 所収）、筑摩書房、1965年
- 『ジョルジュ・ダンダン もしくは やり込められた亭主』鈴木力衛 訳、（モリエール全集 3 所収）、中央公論社、1973年

## 翻案
- 『姦婦の夫』草野柴二訳、（モリエエル全集 中巻 所収）、金尾文淵堂・加島至誠堂、1908年
  - 元版　『喜劇/脚本姦婦の夫』草野柴二訳、明星 1906年4月号掲載